# شرابة الحرير الرايتية
شرابة الحرير الرايتية (الاسم العلمي:Garrya wrightii) هي نوع من النباتات يتبع جنس شرابة الحرير من فصيلة شرابات الحرير.